# António Luís da Veiga Cabral e Câmara

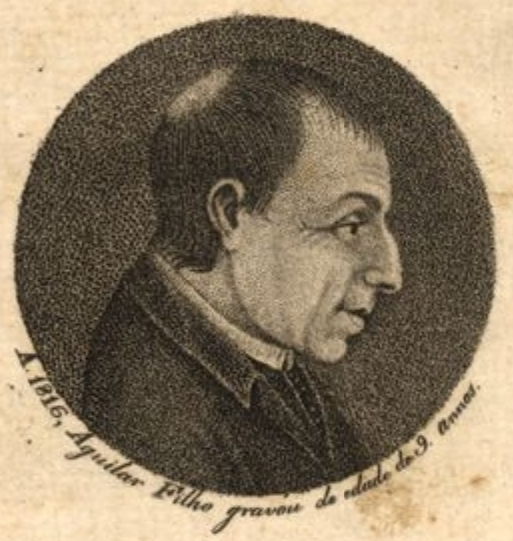
D. António Luís da Veiga Cabral e Câmara

Dom António Luís da Veiga Cabral e Câmara (10 de Setembro de 1758 - São Salvador, Mirandela, 13 de Junho 1819) foi um bispo português da Diocese de Bragança-Miranda.
Foi 27.º Bispo de Miranda e 3.º de Bragança entre 1793 e 1819, data da sua morte. Era filho de Francisco Xavier da Veiga Cabral e Câmara e de sua mulher Rosa Joana Gabriela de Morais Pimentel e irmão do 1.° Visconde de Mirandela e da 2.ª Viscondessa de Mirandela.

## Episcopado
Dom António foi sagrado bispo de Bragança em 1793. Filho de uma família numerosa, a sua educação pautou-se pela extrema austeridade. Os seus estudos de seminário foram feitos em Bragança e antes de ser bispo foi sacerdote em Mofreita.
Enquanto bispo, uma das suas principais actividades foi a fundação dos recolhimentos das Oblatas do Menino Jesus da Mofreita e do Loreto/Fornos de Ledra, cujas regras e constituições aprovou. Do mesmo modo, fundou a Congregação dos Eclesiásticos da diocese, com sede no Paço Episcopal.
Escreveu numerosas obras, a maior parte das quais perdidas, incluindo dois dissertações, uma contra a contribuição de 20 000 cruzados imposta por Junot a todo o Reino, incluindo as rendas eclesiásticas e  outra sobre os conhecimentos científicos de Luís de Camões.

## Perseguição
O seu zelo reformador entrou em choque com a Inquisição. Após denúncias de que o bispo se teria aproveitado das regentes dos recolhimentos de Mofreita e que tinha simulado milagres, em Agosto de 1798, o Conselho Geral do Santo Ofício elaborou uma consulta declarando as culpas do prelado. Desta condenação, resultou a prisão das duas religiosas e o afastamento forçado de D. António da sua diocese. 

## Reputação
A sua figura foi extraordinariamente polémica, havendo vários escritos que o execravam como um hipócrita e fabricante de falsos milagres. Por outro lado, um seu discípulo, o padre António Gonçalves da Seca, prior da igreja de São Pedro de Óbidos, enquanto esteve preso no aljube de Lisboa no triénio liberal compôs uma biografia do prelado acompanhada de um apêndice (intitulado "Milagres confessados e autênticos").
Recentemente, o prelado foi o objecto de uma "biografia crítica" pelo historiador Fernando de Sousa, da Universidade do Porto. 